# Atropin
Atropin är ett racemat – en blandning av två spegelformer – av hyoscyamin, en alkaloid som kan framställas ur exempelvis potatisväxterna belladonna och bolmört. Naturligt förekommer atropin oftast tillsammans med skopolamin i varierande proportioner. Atropin är en kompetitiv antagonist till kolinerga muskarinreceptorer.

## Etymologi
Namnet härstammar från Atropos, den oundvikliga, en av de tre ödesgudinnorna i den grekiska mytologin. Det som är oundvikligt är avklippandet av livstråden.

## Funktion och användning
Atropin hämmar det parasympatiska nervsystemet och används i dag som läkemedel vid ett flertal olika sjukdomstillstånd. Det är en kompetitiv antagonist för muskarinreceptorer och påverkar därigenom många system i kroppen. Atropin används bland annat för utvidgning av pupiller (mydriatika), för avslappning av glatt muskulatur vid spasm (spasmolytikum) och mot bradykardi (långsam hjärtrytm). Atropin har en hämmande effekt på svett-, saliv- och magsaftproduktionen. I höga doser verkar atropin retande på hjärnan och framkallar hallucinationer, upprymdhet och raseri. Tillräckligt höga doser leder till medvetslöshet och till slut döden. Atropin har även en viktig militär användning som motgift mot nervgas. Den huvudsakliga effekten hos atropin beror på spegelformen L-hyoscyamin.